# الطوافة (مهنة)
الطوافة، هي مهنة انشأت في عهد حكم المماليك حكام مصر عام 884 هـ تقوم المهنة بالعمل الدقيق المنظم لرعاية الحاج منذ قدومه إلى الأراضي المقدسة وحتى انتهائه من أداء مناسكه ومغادرته عائداً إلى بلاده. 

## تاريخ الطوافة
مرت مهنة الطوافة منذ نشأتها قبل حوالي خمسة قرون ونصف القرن من الزمان بالعديد من مراحل التطور حتى انتظمت في مؤسسات معتمدة لتواكب لأعداد الهائلة من الحجيج. وقد كانت مهنة الطوافة سمة شرف تمنح للعلماء والفقهاء من سكان مكة المكرمة والمدينة المنورة، الذين كانوا يستقبلون وفود الدول الإسلامية ممن يفهمون لغاتهم، حيث كانت بيوت هؤلاء العلماء ملجأ طوال العام لطلبة العلم الذين يوفدون في مواسم الحج، وعلى الرغم من الإرهاصات القديمة لمهنة الطوافة في شكلها البسيط كتقديم الخدمات الإرشادية والإعاشية لزوار البيت العتيق إلا أن العديد من المصادر تشير إلى نشأتها في عهد المماليك، حكام مصر، وعلى وجه التحديد في عام 884هـ، ويشير المؤرخ قطب الدين النهرواني إلى أن المهنة ظهرت في حج أحد سلاطين الشراكسة حيث قال: “إن السلطان قايتباي حج عام 884 هـ، ولم يحج أحد غيره من سلاطين الشراكسة، وأن القاضي إبراهيم بن ظهيرة هو الذي تقدم لتطويف السلطان.ويقول الأمير شكيب أرسلان: “إن في الحجاز الشريف -حماه الله- طائفتين لا بد لقاصد الحجاز أن يكون له علاقة معهما ولا يكاد يستغني عنهما، وهما المطوفون بمكة المكرمة، والمزورون بالمدينة المنورة، فالحاج يأتي غريباً لا يعرف أحداً، والغريب أعمى ولو كان بصيراً، فلا بد له من دليل يدله، ويسعى بين يديه، ويقضي حوائجه، ويرتب له قضية سفره، ومبيته، ويعلمه مناسك الحج التي كان أكثر الحجاج يجهلونها، وإن كان منهم من يعلمها جملة وتفصيلاً فهو النادر الذي لا يبنى عليه حكم، وزد على هذا أن الحجاج ليسوا جميعاً من أبناء العرب، فيمكنهم أن يسألوا عن الطريق والمنازل والمناسك والمناهل، ويزيلوا عمى الغربة بطول السؤال لإمكان تفاهمهم مع الحجازيين، بل حجاج العرب لا يزيدون على خمس حجاج المسلمين، والأخماس الأربعة الباقية هي من أمم تجهل اللسان العربي، فكيف يصنع حجاج هذه الأمم إذا لم يكن المطوفون بخدمة الحجاج.إن المطوف يكاد يكون كالجمل في الحج لا يستطاع الحج بدونه، يأتي إلى السفينة بمجرد أن تلقي أبخرها في بحر جدة، فيأخذ حاجة بيده ويضع له حوائجه في الزورق، ويأتي به إلى الميناء، ويخرجه إلى البر ويخلص له معاملة تذكرة المرور وباقي الإجراءات وليست بالشيء الهين؛ نظراً للزحام ولما يجب على إدارة التذاكر وإدارة الجمرك من التدقيق.
وتوسعت قاعدة المطوفين مع مرور الزمن، وعرف الحجاج في أقطارهم أن بمكة المكرمة كثيراً من المطوفين ينتظرون قدومهم، وقد استعدوا لخدمتهم والترحيب بهم والسهر على راحتهم، وكان اختيار المطوف يتم من قبل الحاج، حيث يسأل عنه في موانئ الدخول إلى الأراضي المقدسة.وكان المطوف منذ نشأة مهنة الطوافة علماً بارزاً في مكة المكرمة، له مكانته الاجتماعية وحصانته التي اكتسبها من عمله وما يؤديه من خدمات جليلة، فيستقبله بحفاوة ويودعه بتكريم.

## الطوافة بالعهد السعودي
عندما دخل الملك عبد العزيز ـ يرحمه الله ـ مكة المكرمة أصدر بلاغاً في 12/5/1343هـ لمن في مكة وضواحيها من السكان حاضرة وبادية أبقى فيه الوظائف الدينية في مكة المكرمة على ما كانت عليه، وسمي “بلاغ مكة” الذي قال فيه: “كل من كان من العلماء في هذه الديار، أو من موظفي الحرم الشريف أو المطوفين، ذو راتب معين، فهو له على مكان عليه من قبل، إن لم تزده فلا تنقصه شيئاً، إلا رجلاً أقام الناس عليه الحجة أنه لا يصلح لما هو قائم عليه، فذلك ممنوع مما كان له من قبل”.تواصل الاهتمام بهذه المهنة حيث وصل ما تضمه الهيئة التنسيقية لأرباب الطوائف في 9 كيانات تخدم الحجاج وهي:
1. مكتب الوكلاء الموحد .
2. مكتب الزمازمة الموحد.
3. مؤسسة مطوفي حجاج تركيا وأوروبا وأمريكا وأستراليا
4. المؤسسة الأهلية لمطوفي حجاج إيران.
5. المؤسسة الأهلية لمطوفي حجاج دول جنوب آسيا.
6. المؤسسة الأهلية لمطوفي حجاج الدول الأفريقية غير العربية.
7. المؤسسة الأهلية لمطوفي حجاج دول جنوب شرق آسيا.
8. المؤسسة الأهلية للأدلاء بالمدينة المنورة.
9. المؤسسة الأهلية لمطوفي حجاج الدول العربية.

وقد صدر الأمر السامي بتاريخ (3/11/1367) هـ بالموافقة على نظام المطوفين العام، الذي تضمن العديد من مفاهيم الطوافة والمطوفين ومنها:
- الطوافة: عبارة عن وظائف معينة يؤديها كل مطوف سميت معلمانية، وهو دليل الحاج في مناسكه وجميع ما يتعلق بالحج.
- المعلم: هو الذي توفرت فيه شروط المعلمانية في المهنة، وأصبح مطوفاً بموجب نظام المطوفين. ثم صدر مرسوم ملكي في عام (1398) هـ ينص على وضع قواعد جديدة لهذه المهنة، الذي حول مهنة الطوافة من العمل الفردي إلى العمل الجماعي، ليكون عمل الطوافة بأيدي قيادة جماعية تواكب الخدمات التي تقدمها الدولة من أجل رعاية الحجيج، ثم صدر الأمر السامي الكريم بتاريخ (13/6/1399)هـ بالموافقة على إقامة مؤسسات تجريبية لرفع مستوى مهنة الطوافة وخدمات الحجاج. وتتولى مهنة الطوافة تقديم الخدمات للحجاج خلال إقامتهم في الأراضي المقدسة، وذلك بمساعدتهم في إسكانهم قبل بدء مناسك الحج وحل مشكلاتهم وتغطية احتياجاتهم بكافة جنسياتهم، وتوفير النقل والغذاء والمساعدة في التسوق وزيارة المواقع التاريخية، فضلا عن حفظ الوثائق الرسمية للحجاج إلى حين انتهاء المناسك.[6]

## شروط الطوافة
يشترط من يعمل في هذا المجال أن يكون ممن يعتاد على العمل في مكة المكرمة وله دراية كاملة بطرق وشعاب مكة المكرمة والمشاعر المقدسة، ويكون دائما قريباً من ضيوف بيت الله الحرام وعلى علم بلغة الحاج ومناسك الحج وعملية التوعية، إضافة إلى عملية الإرشاد والتوجيه.ويعمل المطوف تحت مظلة وزارة الحج و العمرة في المملكة العربية السعودية ووفق تعليماتها، ويدرك احتياج الحاج من الجنسية التي يخدمها وعلى معرفة بنوع طعامه وشرابه، وكيفية خدمة الحاج المريض وسرعة إسعافه، والمحافظة على ممتلكات الحجاج إلى جانب استقبال الحجاج وإسكانهم وتغذيتهم وتطويفهم.

## شركات الطوافة
صدر أمر ملكي بتحويل مؤسسات الطوافة إلى شركات مساهمة مقفلة لكي تسهم في رفع كفاءة الخدمة المقدمة للحجيج.